# Hadena kendevani
Hadena kendevani är en fjärilsart som beskrevs av Leo Schwingenschuss 1937. Hadena kendevani ingår i släktet Hadena och familjen nattflyn. Inga underarter finns listade i Catalogue of Life.